# Delle navigationi et viaggi

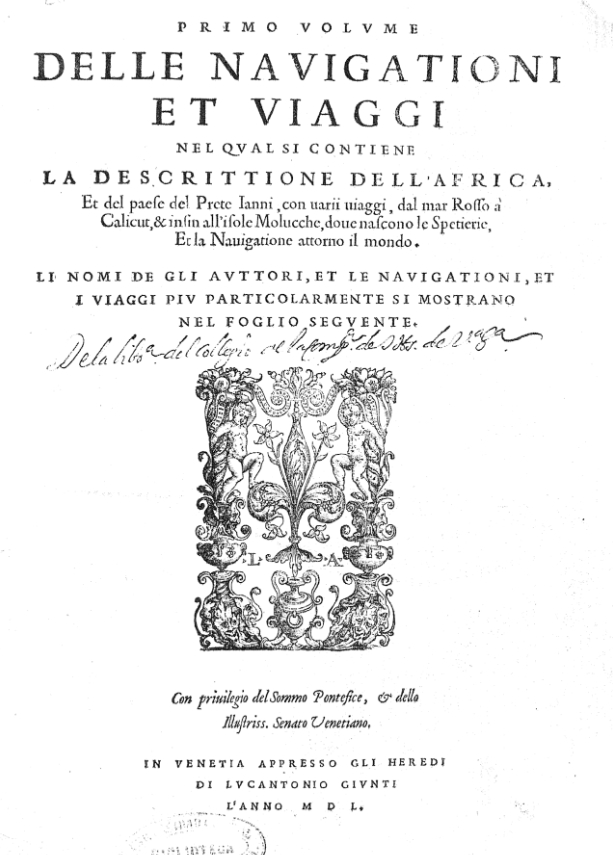
Erster Band von Ramusios Navigationi et viaggi in der ersten Auflage (Venedig 1550)

Delle navigationi et viaggi (Über Reisen zur See und zu Land) oder kurz Navigationi et viaggi ist eine von Giovan Battista Ramusio (1485–1557) aus Treviso in Venetien besorgte historisch-geografische Zusammenstellung von Reiseberichten über Reisen zur See und zu Land.

## Zum Werk

Idealistische Darstellung La Terra de Hochelaga nella Nova Francia, mit dem Monte Real (links), gezeichnet von Giacomo Gastaldi nach Jacques Cartiers Aufzeichnungen (Illustration aus dem Buch Delle navigationi et viaggi)

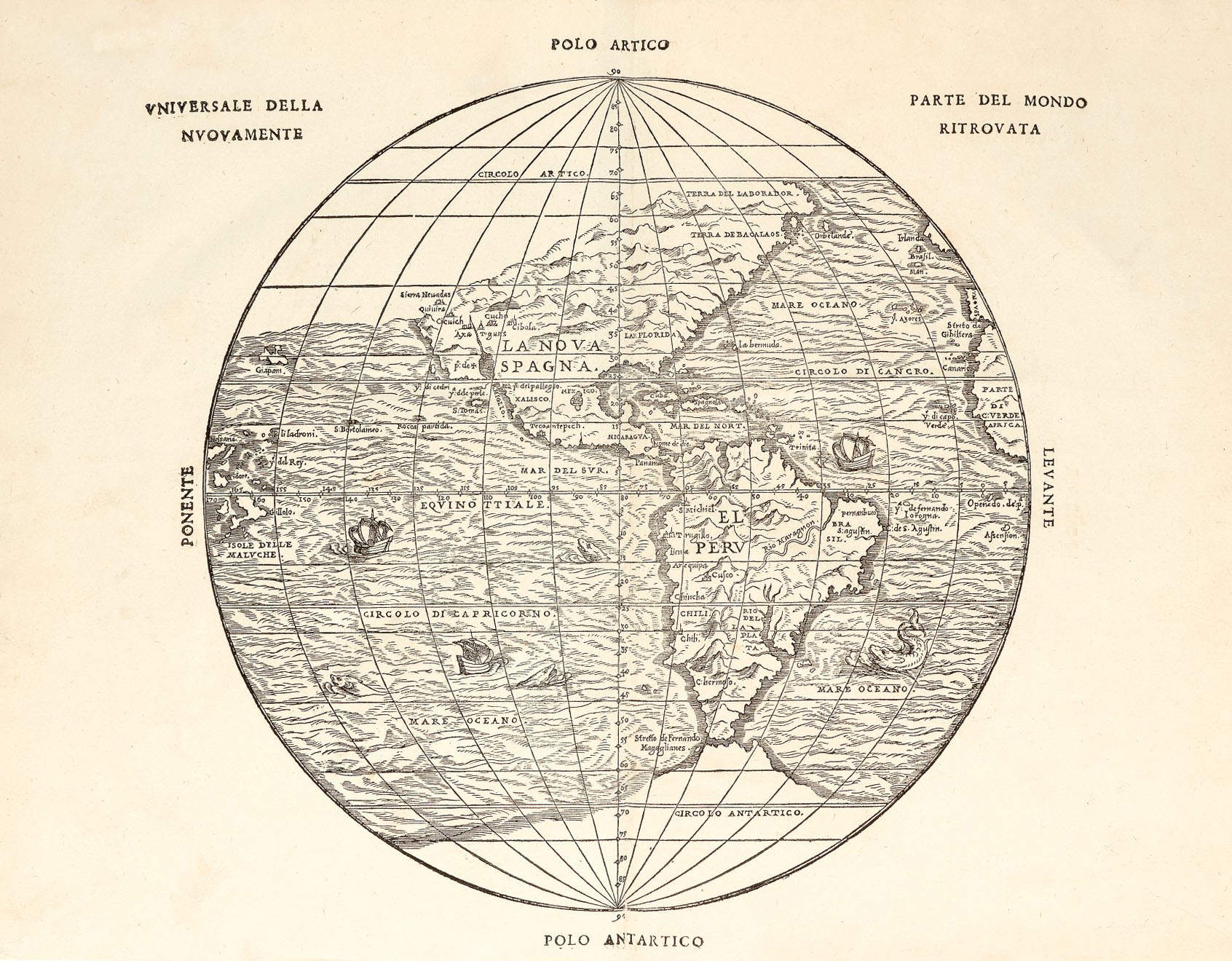
Das von Giacomo Gastaldi gezeichnete Amerika (Illustration aus dem Buch Delle navigationi et viaggi)

Die Raccolta („Sammlung“) des Diplomaten, Geografen und Humanisten Ramusio aus dem 16. Jahrhundert war ein großer Erfolg mit zahlreichen Auflagen. Die wertvolle Reisesammlung mit Karten von Giacomo Gastaldi besteht aus bereits veröffentlichten Reiseberichten, die aus dem Französischen, Spanischen und Lateinischen übersetzt wurden, sowie aus handschriftlichen Berichten, die hier zum ersten Mal erscheinen. Sie wurde in 3 Bänden in den Jahren 1550, 1556 und 1559 in der Druckerei Tommaso Giuntis in Venedig veröffentlicht, der zweite Band nach dem dritten, und ursprünglich sollte das Werk noch einen vierten Band haben. Sie wurde dem Veroneser Arzt, Philosophen, Astronomen, Geografen und Literaten Girolamo Fracastoro (1478–1553) gewidmet.
Dem ersten Band mit Reiseberichten vorwiegend über Afrika und Ostindien (1550) folgten ein zweiter Band über Reisen nach Amerika (ohne Angabe des Namens des Herausgebers, aber mit einem Widmungsbrief Ramusios an Fracastoro) und ein dritter Band über Reisen nach Asien (1559 postum veröffentlicht). Die Sammlung trug zur heutigen Bekanntheit vieler Reiseberichte bei, u. a. des Milione Marco Polos, den Ramusio in einer von ihm bearbeiteten Version veröffentlichte (darunter die Geschichte von der Rückkehr Marco Polos mit seinem Vater und Onkel in ihre Heimatstadt Venedig).
Jahrhundertelang beruhte beispielsweise das europäische Wissen über Afrika auf spärlichen Quellen aus der klassischen Antike, wie den Schriften Herodots, Plinius des Älteren und Ptolemäus’, sowie auf frühen arabischen Schriften von Geographen wie al-Idrisi (um 1100–1166). Zu Beginn des 16. Jahrhunderts begannen einzelne Reisebeschreibungen zu erscheinen. Ramusio trug diese zusammen und veröffentlichte sie zusammen mit bis dahin ungedruckten Texten. Diese frühen Berichte beflügelten die Vorstellung des Lesers von Afrika als einem Ort reicher Länder, mythischer Städte und legendärer Flüsse wie dem Niger.
Henry Harisse urteilt über die Sammlung in Hinblick auf Amerika:

„Man kann sagen, dass die Veröffentlichung von Ramusios Raccolta eine neue Ära in der Literaturgeschichte der Land- und Seereisen einleitet. Anstelle von nachlässig kopierten und übersetzten Berichten aus früheren Sammlungen, die Fehler und Anachronismen verewigen, finden wir in diesem wertvollen Werk originale Erzählungen, die die Hand eines Gelehrten mit großem kritischen Scharfsinn verraten. Wir sollten nicht vergessen, dass wir Ramusio die Bewahrung von Reiseberichten zu verdanken haben, die für den Studenten der amerikanischen Geschichte von größter Bedeutung sind; und würde sein Werk nur die Relatione d'un gentilhuomo del Sig. Fernando Cortese und die erste Reise von Jacques Cartier nach Kanada enthalten, so würden die beiden großartigen Berichte der Raccolta einen prominenten Platz in jeder amerikanischen Bibliothek einräumen.“

INHALTSÜBERSICHT

Die folgende Übersicht gibt die italienischen Titel zu den einzelnen Reiseberichten an, zusammen mit einer sinngemäßen freien deutschen Übersetzung (bisweilen mit etwas Zusatzinformation (in eckigen Klammern), italienische Abkürzungen ausgeschrieben usw.). Die Übersicht hier richtet sich (statt nach den originalen 3 Bänden) nach der sechsbändigen Aufteilung der Online-Version unter livrosgratis.com.br (siehe Weblinks). - Im Original enthält der 1. Band (hier: Bde. 1 u. 2) die frühen portugiesischen Reisen in Afrika und Asien, der 2. Band (hier: Bde. 3 u. 4) behandelt überwiegend das europäische Russland, Zentral- und Ostasien, der 3. Band (hier: Bde. 5 u. 6) ist fast ausschließlich Amerika gewidmet. Das Werk mit insgesamt 2787 Seiten wurde auch in sechs Bände unterteilt:
Band I
- All'eccellentiss. M. Ieronimo Fracastoro, Gio. Battista Ramusio [dedica]

Dem ausgezeichneten Herrn Hieronymus Fracastorius, Giovanni Battista Ramusio [Widmung].
- Tommaso Giunti alli lettori

Tommaso Giunti [der Buchdrucker] an die Leser
- Della descrizione dell'Africa e delle cose notabili che quivi sono per Giovani Lioni Africano

Beschreibung von Afrika und den bemerkenswerten Dingen, die es dort gibt von Johannes Leo Africanus
- Le navigazioni di Alvise da Ca’ da Mosto e Pietro di Sintra

Die Seefahrt von Alvise da Ca' da Mosto und Pietro di Sintra
- La navigazione di Annone, capitano de’ Cartaginesi, nelle parti dell’Africa' fuori delle colonne d’Ercole, la quale scritta in lingua punica egli dedicò nel tempio di Saturno, e dapoi fu tradotta in lingua greca e ora nella toscana

Die Seereise von Hanno, Hauptmann der Karthager, in den Teilen Afrikas außerhalb der Säulen des Herakles, die er in punischer Sprache geschrieben und im Saturntempel niedergelegt hat, und die dann ins Griechische und jetzt ins Toskanische übersetzt wurde
- Navigazione da Lisbona all’isola di San Tomé, posta sotto la linea dell’equinoziale, scritta per un pilotto portoghese e mandata al magnifico conte Raimondo della Torre, gentiluomo veronese, e tradotta di lingua portoghese in italiana

Seefahrt von Lissabon aus zur Insel von San Tomé, unterhalb der Äquinoktiallinie gelegen, geschrieben für einen portugiesischen Lotsen und geschickt an den großartigen Grafen Raimondo della Torre, einen Herrn aus Verona, und vom Portugiesischen ins Italienische übersetzt
- Navigazioni portoghesi verso le Indie orientali (Vasco de Gama, Pedro Alvares, Amerigo Vespucci, Tomé Lopez, Giovanni da Empoli)

Portugiesische Seefahrten nach Ostindien (Vasco de Gama, Pedro Alvares, Amerigo Vespucci, Tomé Lopez, Giovanni da Empoli)
- Itinerario di Lodovico Varthema

Itinerar des Ludovico de Varthema
- La navigazione di Iambolo mercatante, dai libri di Diodoro Siculo, tradotta di lingua greca nella Toscana

Die Seereise des Kaufmannes Iambulos, aus den Büchern des Diodorus Siculus, Übersetzung aus der griechischen Sprache ins Toskanische
Band II
- Due lettere dall'India di Andrea Corsali

Zwei Briefe aus Indien von Andrea Corsali
- Viaggio in Etiopia di Francesco Alvarez

Reise nach Äthiopien von Francesco Alvarez
- Sopra il crescere del fiume Nilo [Gio. Battista Ramusio e Ieronimo Fracastoro]

Über den Aufstieg am  Fluss Nil [Giovanni Battista Ramusio und Hieronymus Fracastorius].
- La navigazione di Nearco

Die Seefahrt des Nearchos
- Viaggio scritto per un comito veneziano, che fu condotto prigione dalla città de Alessandria fino al Diu nella India, col suo ritorno poi al cairo del 1538

Reise eines venezianischen Komitees, das von der Stadt Alexandria nach Diu in Indien gefangen genommen wurde und 1538 nach Kairo zurückkehrte
- Discorso sopra la navigazione del Mar Rosso fino all’India orientale scritta per Arriano

Abhandlung über die Seereise über das Rote Meer nach Ostindien, geschrieben von Arrian
- Discorso sopra il Libro di Odoardo Barbosa e sopra il Sommario delle Indie orientali

Abhandlung über das Buch des Duarte Barbosa und über die Zusammenfassung von Ostindien
- Sommario di tutti li regni, città e popoli orientali, con li traffichi e mercanzie che ivi si trovano, cominciando dal mar Rosso fino alli popoli della china, tradotto dalla lingua portoghese nella italiana

Zusammenfassung aller Königreiche, Städte und Völker des Ostens, mit dem Handel und den Waren, die dort zu finden sind, beginnend mit dem Roten Meer und endend mit den Völkern Chinas, aus dem Portugiesischen ins Italienische übersetzt
- Viaggio di Nicolò di Conti

Reise des Nicolò di Conti
- Viaggio di Ieronimo da Santo Stefano genovese, dirizzato a messer Giovan Iacobo Mainer, di lingua portoghese tradotto nella italiana

Reise des Genuesen Girolamo da Santo Stefano, gerichtet an Herrn Giovan Iacobo Mainer, in portugiesischer Sprache, übersetzt ins Italienische
- Discorso sopra il viaggio fatto dagli Spagnuoli intorno al mondo

Über die Reise der Spanier um die Welt
- Epistola di Massimiliano Transilvano, secretario della maestà dello imperatore, scritta allo illustrissimo e reverendissimo signore il signore cardinal Salzuburgense, della ammirabile e stupenda navigazione fatta per gli Spagnuoli lo anno MDXIX attorno il mondo

Brief des Maximilian Transylvanus, Sekretär der Majestät des Kaisers, geschrieben an den erlauchten und ehrwürdigen Herrn Kardinal von Salzburg, über die bewundernswerte und erstaunliche Seereise, die die Spanier im Jahre 1519 um die Welt gemacht haben
- Viaggio atorno il mondo fatto e descritto per messer Antonio Pigafetta vicentino, cavalier di Rhodi, e da lui indrizzato al reverendissimo gran maestro di Rhodi messer Filippo di Villiers Lisleadam, tradotto di lingua francesa nella italiana

Eine Reise um die Welt, durchgeführt und beschrieben von Antonio Pigafetta aus Vicenza, Ritter von Rhodos, und von ihm an den ehrwürdigen Großmeister von Rhodos, Philippe de Villiers de l’Isle-Adam, gerichtet, übersetzt aus dem Französischen in die italienische Sprache
- Narrazione di un Portoghese compagno di Odoardo Barbosa, qual fu sopra la nave Vittoria dell’anno 1519

Erzählung eines portugiesischen Begleiters Duarte Barbosas, der sich im Jahr 1519 auf dem Schiff Victoria befand
- Discorso di m. Gio. Battista Ramusio sopra varii viaggi per li quali sono state condotte fino a’ tempi nostri le spezierie e altri nuovi che se potriano usare per condurle

Giovanni Battista Ramusio über die verschiedenen Reisen, auf denen Gewürze in unsere Zeit gebracht wurden, und andere neue, die zu deren Durchführung genutzt werden könnten
- Relazione di Iuan Gaetan, pilotto castigliano, del discoprimento dell'isole Molucche per la via dell'indie occidentali

Bericht des Juan Gaetano, eines kastilischen Pilgers, über die Entdeckung der Molukken auf dem Weg nach Westindien
- Cinque lettere sull’Isola del Giapan

Fünf Briefe über die Insel Japan
- Dall’"Asia" di Giovan de Barros

Über "Asien" von João de Barros
Band III
- Tommaso Giunti ai lettori

Tommaso Giunti an die Leser
- Dei viaggi di messer Marco Polo, gentiluomo veneziano

Von den Reisen des venezianischen Edelmannes Marco Polo
- Parte seconda dell’istoria del signor Hayton Armeno, che fu figliuolo del signor Curchi, parente del re d’Armenia

Zweiter Teil der Historia des Herrn Hethum aus Armenien, dem Sohn des Herrn Curchi, eines Verwandten des Königs von Armenien
- Breve narrazione della vita e fatti del signor Ussuncassano, fatta per Giovan Maria Angiolello

Kurze Erzählung über das Leben und die Taten des Herrn Uzun Hasan, verfasst von Giovanni Maria Angiolello
- Viaggio d’un mercante che fu nella Persia

Die Reise eines Kaufmanns, der in Persien war
- Di messer Iosafa Barbaro, gentiluomo veneziano, il viaggio della Tana e nella Persia

Über Herrn Giosafat Barbaro, venezianischer Edelmann, die Reise über Tanais nach Persien
- Il viaggio del magnifico messer Ambrosio Contarini, ambasciadore della illustrissima Signoria di Venezia al gran signore Ussuncassan, re di Persia, nell’anno MCCCCLXXIII

Die Reise des prächtigen Herrn Ambrogio Contarini, Botschafter der erlauchten Herrschaft Venedigs, zum großen Fürsten Ussun Cassano, König von Persien, im Jahre 1473
- Lettera d’Alberto Campense intorno le cose di Moscovia, al beatissimo padre Clemente VII, pontefice Massimo

Brief des Albertus Pighius (aus Kampen) über die Angelegenheiten Moskaus, an den seligsten Vater Clemens VII., Pontifex maximus
- Paolo Iovio istorico delle cose della Moscovia, a monsignor Giovanni Rufo, arcivescovo di Cosenza

Paolo Giovio, Geschichtsschreiber der Dinge von Moskowien, an Monsignore Giovanni Ruffo, Erzbischof von Cosenza
- Commentari della Moscovia e della Russia, composti già latinamente per il signor Sigismondo libero barone in Herberstain, Neiperg e Guettenhag, tradotti di latino in lingua nostra volgare italiana

Kommentare über Moskowien und Russland, ehemals in lateinischer Sprache verfasst für den Herrn Sigismund Freiherr von Herberstein, Neyperg und Guttenhag, übersetzt aus dem Lateinischen in unsere volkstümliche italienische Sprache
Band IV
- La lettera che mandò Arriano, filosofo e istorico nobilissimo, all’imperadore Adriano, nella qual racconta ciò che si trova navigando d’intorno al mar Maggiore

Brief, den Arrian, ein sehr angesehener Philosoph und Historiker, an den Kaiser Hadrian schickte, in dem er berichtet, was man bei einer Fahrt um das Große Meer (Schwarze Meer) finden kann
- Giorgio Interiano genovese a messer Aldo Manuzio romano della vita de’ Zichi, chiamati Ciarcassi

Giorgio Interiano aus Genua an Herrn Aldo Manuzio aus Rom  über das Leben der Zichi, genannt Zirkassier
- Parte del trattato Dell’aere, dell’acqua e de' luoghi d’Ippocrate, nella quale si ragiona delli Sciti

Teil der Abhandlung Luft, Wasser und Ortslage des Hippokrates, in der er über die Skythen spricht
- Viaggio del magnifico messer Piero Quirino viniziano, nel quale, partito di Candia con malvagie per ponente l’anno 1431, incorre in uno orribile e spaventoso naufragio, del quale alla fine con diversi accidenti campato, arriva nella Norvegia e Svezia, regni settentrionali

Reise des prächtigen Herrn Piero Quirino aus Venedig, in der er, nachdem er im Jahre 1431 von Candia aus in den Westen aufgebrochen ist, einen schrecklichen und furchtbaren Schiffbruch erleidet, an dessen Ende er mit verschiedenen Unfällen in Norwegen und Schweden, den nördlichen Königreichen, ankommt
- Navigazione di Sebastiano Caboto

Seereise Sebastiano Cabotos
- Dei commentarii del viaggio in Persia di messer Caterino Zeno il cavaliere, e delle guerre fatte nell'imperio persiano dal tempo di Ussuncassano in qua, libri due; e dello scoprimento dell’isole Frislanda, Eslanda, Engrovelanda, Estochilanda e Icaria, fatto sotto il polo artico da due fratelli Zeni, messer Nicolò il cavaliere e messer Antonio, libro uno

Kommentare zur Reise in Persien von Herrn Caterino Zeno, dem Ritter, und von den Kriegen, die im persischen Reich seit der Zeit von Uzun Hasan auf dieser Seite geführt wurden, Buch zwei; und von der Entdeckung der Inseln Frislanda, Eslanda, Engrovelanda, Estochilanda und Icaria, die unter dem arktischen Pol von zwei Zeno-Brüdern, Herrn Nicolò, dem Ritter, und Herrn Antonio gemacht wurde, Buch eins
- Due viaggi in Tartaria per alcuni frati dell’ordine minore e di San Dominico, mandati da papa Innocenzio IIII nella detta provincia per ambasciatori l’anno 1247.

Zwei Reisen in die Tartarei von einigen Brüder der Minoriten und des heiligen Dominikus, die von Papst Innozenz IV. im Jahr 1247 als Botschafter in die besagte Provinz geschickt wurden.
- Viaggio del beato Odorico da Udine, dell’ordine de’ frati minori; delle usanze, costumi e nature di diverse nazioni e genti del mondo; e del martirio di quattro frati dell’ordine predetto, qual patirono tra gl’infedeli

Reise des seligen Odorich von Portenau aus dem Orden der Minoriten (Franziskaner); über die Sitten, Gebräuche und Naturen der verschiedenen Nationen und Völker der Welt; und vom Martyrium von vier Brüdern des genannten Ordens, das sie unter den Ungläubigen erlitten haben
- La descrizione della Sarmazia europea del magnifico cavalliere Alessandro Guagnino veronese, tradotta dalla lingua latina nel volgare italiano dal reverendo messer Bartolomeo Dionigi da Fano

Die Beschreibung des europäischen Sarmatiens durch den prächtigen cavalliere Alessandro Guagnini aus Verona, übersetzt aus dem Lateinischen in die italienische Volkssprache durch Hochwürden Herrn Bartolomeo Dionigi da Fano
- I libri di Matteo di Micheovo sulle due Sarmazie

Die Bücher von Maciej Miechowita über die beiden Sarmatien
Band V
- Discorso di messer Gio. Battista Ramusio sopra il terzo volume delle Navigazioni e Viaggi nella parte del mondo nuovo

Herr Giovanni Battista Ramusio über den dritten Band der Navigazioni e Viaggi, den Teil über die Neue Welt
- Sommario dell’istoria dell’Indie occidentali cavato dalli libri scritti dal signor don Pietro Martire milanese, del Consiglio delle Indie, prima del re catolico e poi della maestà dell’imperatore

Zusammenfassung der Geschichte der Westindischen Inseln, entnommen aus den Büchern von Signor Don Petrus Martyr aus Mailand, vom Indienrat, zunächst des katholischen Königs und dann der Majestät des Kaisers
- Sommario della naturale e generale istoria dell’Indie occidentali, composta da Gonzalo Ferdinando d’Oviedo, altrimenti di Valde, natio della terra di Madrid, abitatore e rettore della città di S. Maria Antica del Darien, in terra ferma dell’Indie, il qual fu riveduto e corretto, per ordine della maestà dell’imperatore, per il suo real consiglio delle dette Indie

Zusammenfassung der natürlichen und allgemeinen Geschichte der Westindischen Inseln, verfasst von Gonzalo Fernández de Oviedo, sonst von Valdés, gebürtig aus dem Lande Madrid, Einwohner und Rektor der Stadt Santa María la Antigua del Darién, auf dem Festland der Indischen Inseln, die im Auftrag der Majestät des Kaisers für seinen königlichen Rat der besagten Indischen Inseln überarbeitet und korrigiert wurde
- Gonzalo Ferdinando d’Oviedo: Della naturale e generale istoria dell’Indie a' tempi nostri ritrovate. Libro primo

Gonzalo Ferdinand von Oviedo: Von der Natur- und allgemeinen Geschichte der Indischen Inseln aus unserer Zeit. Erstes Buch
Band VI
- Di Fernando Cortese la seconda relazione della nuova spagna, perché la prima da lui fatta, benché da noi diligentemente ricercata, non abbiamo potuto insino a oggi ritrovare

Von Hernán Cortés, der zweite Bericht über das neue Spanien, denn den ersten, den er gemacht hat, haben wir trotz sorgfältiger Recherchen bis heute nicht finden können
- Le relazioni di Pietro d’Alvarado e di Diego Godoy sul Guatemala

Die Berichte von Pedro de Alvarado und Diego Godoy über Guatemala
- Relazione d’alcune cose della Nuova Spagna e della gran città di Temistitan Messico fatta per un gentiluomo del signor Fernando Cortese

Bericht über einige Dinge in Neuspanien und die große Stadt Temistitan Messico für einen Edlen angefertigt von Herrn Fernando Cortese
- Relazione che fece Alvaro Nunez, detto Capo di Vacca, di quello che intervenne nell’indie all’armata della qual era governatore Panfilo Narvaez, dell’anno 1527 fino al 1536, che ritornò in Sibilia con tre soli suoi compagni

Bericht des Álvar Núñez, genannt Cabeza de Vaca, über die Geschehnisse in Indien mit dem Heer, dessen Gouverneur Pánfilo de Narváez von 1527 bis 1536 war, der mit nur drei seiner Gefährten nach Sibilia zurückkehrte
- Relazione di Nunno di Gusman, scritta in Omitlan, provincia di Mechuacan della Maggior Spagna, nel MDXXX alli otto di luglio

Bericht des Nuño de Guzmán, geschrieben in Omitlan, Provinz Mechuacan von Großspanien, im Jahr 1530 am 8. Juli
- Relazione dello scoprimento di Francesco di Ulloa

Bericht über die Entdeckung von Francisco de Ulloa
- Lettere del capitano Francesco Vasquez di Coronado, scritte ad un secretario dell’illustrissimo don Antonio di Mendozza, viceré della Nuova Spagna, date a Culnacan del 1539, agli 8 di marzo

Briefe des Kapitäns Francisco Vásquez de Coronado, geschrieben an einen Sekretär des Erlauchten Don Antonio de Mendoza, Vizekönig von Neuspanien, datiert Culnacan im Jahr 1539, am 8. März
- Lettere scritte dall’illustrissimo signor don Antonio di Mendozza, vice re della Nuova Spagna, alla Maestà dell’imperatore

Briefe des hochwürdigen Don Antonio de Mendozza, Vizekönig von Neuspanien, an die Majestät des Kaisers
- Relazione del reverendo fra Marco da Nizza

Bericht des hochwürdigen Bruders Marco de Nizza
- Relazione che mandò Francesco Vazquez di Coronado, capitano generale della gente che fu mandata in nome di sua Maestà al paese nuovamente scoperto: quel che successe nel viaggio, dalli ventidue d'aprile di questo anno MDXL, che partì da Culiacan per innanzi, e di quel che trovò nel paese dove andava

Bericht, den Francis Vázquez von Coronado gesandt hat, Generalkapitän der Leute, die im Namen Seiner Majestät in das neu entdeckte Land geschickt wurden: was auf der Reise geschah, vom zweiundzwanzigsten April dieses Jahres 1540 an, als er von Culiacan aus aufbrach, und was er in dem Land fand, in das er ging
- Relazione della navigazione e scoperta che fece il capitano Fernando Alarcon per ordine dello illustrissimo signor don Antonio di Mendozza, vice re Della Nuova Spagna, data in Colima, porto della Nuova Spagna

Bericht über die Seereise und Entdeckung, die Kapitän Hernando de Alarcón im Auftrag des Hochwürdigen Herrn Don Antonio von Mendozza, Vizekönig von Neuspanien, in Colima, Hafen von Neuspanien, gemacht hat
- Relazione d’un capitano spagnolo della conquista del Perù

Bericht eines spanischen Kapitäns über die Eroberung von Peru
- La conquista del Perù e provincia del Cusco, chiamata la Nuova Castiglia, scritta e drizzata a sua Maestà da Francesco di Xerez, secretario del capitan Francesco Pizarro, che questi luoghi conquistò

Die Eroberung Perus und der Provinz Cusco, genannt Neukastilien, verfasst und an seine Majestät gesandt von Francisco de Xerez, Sekretär des Kapitäns Francisco Pizarro, der diese Orte eroberte
- Relazione per sua Maestà di quel che nel conquisto e pacificazione di queste provincie della Nuova Castiglia è successo, e della qualità del paese, dopo che il capitan Fernando Pizarro si partì e ritornò a sua maestà. Il rapporto del conquistamento di Caxamalca e la prigione del cacique Atabalipa.

Bericht für Seine Majestät über die Geschehnisse bei der Eroberung und Befriedung dieser Provinzen Neukastiliens und die Beschaffenheit des Landes, nachdem Kapitän Fernando Pizarro abgereist und zu Seiner Majestät zurückgekehrt ist. Der Bericht über die Eroberung von Caxamalca und die Gefangennahme des Kaziken Atahualpa.
- La navigazione del grandissimo fiume Maragnon, posto sopra la terra ferma dell’Indie occidentali; scritta per il magnifico signor Consalvo Fernando d'Oviedo, istorico della Maestà cesarea nelle dette Indie.

Fahrt auf dem großen Fluss Marañón, oberhalb des Festlandes der Westindischen Inseln; geschrieben für den magnifico Señor Consalvo Fernando d'Oviedo, Historiker der kaiserlichen Majestät in den besagten Indien.
- Discorso sopra la terra ferma dell’Indie occidentali dette del Lavorador, de los Bacchalaos e della Nuova Francia.

Über die Westindischen Inseln, der vom Labrador, den Bacchalaos und Neufrankreich erzählt.
- Al cristianissimo re di Francia Francesco Primo, relazione di Giovanni da Verrazzano fiorentino della terra per lui scoperta in nome di sua Maestà, scritta in Dieppa, adì 8 luglio MDXXIIII

An den christlichen König von Frankreich, Franz I., Bericht des Giovanni da Verrazzano von Florenz über das für ihn im Namen seiner Majestät entdeckte Land, geschrieben in Dieppe, am 8. Juli 1573
- Discorso d’un gran capitano di mare francese del luogo di Dieppa sopra le navigazioni fatte alla Terra Nuova dell’Indie occidentali, chiamata la Nuova Francia, da gradi 40 fino a gradi 47 sotto il polo artico, e sopra la terra del Brasil, Guinea, isola di San Lorenzo e quella di Sumatra, fino alle quali hanno navigato le caravelle e navi francese

Abhandlung eines großen französischen Flottenkommandanten aus dem Ort Dieppe über die Fahrten nach dem neuen Land der Westindischen Inseln, das Neufrankreich genannt wird, vom 40. bis zum 47. Grad unter dem arktischen Pol, und über das Land Brasilien, Guinea, die Insel San Lorenzo und die von Sumatra, wohin die französischen Karavellen und Schiffe gefahren sind
- Prima relazione di Jacques Cartier della Terra Nuova detta la Nuova Francia, trovata nell’anno 1534.

Erster Bericht Jacques Cartiers über das Neue Land, das als Neufrankreich bekannt ist, gefunden im Jahr 1534.
- Viaggio di messer Cesare de Fedrici nell’India orientale e oltra l’India per via di Soria

Reise von Herrn Cesare Federici nach Ostindien und über Indien hinaus über Soria
- Tre navigazioni fatte dagli olandesi e zelandesi al settentrione, Nella Norvegia, Moscovia e Tartaria verso il Catai e regno de’ Sini, dove scopersero il mare di Veygatz, la Nuova Zembla e un paese nell’80º grado creduto la Groenlandia

Drei Fahrten der Holländer und Seeländer in den Norden, nach Norwegen, Moskau und in die Tatarei, nach Cathay und dem Königreich Sini, wo sie das Mare di Veygatz, Nowaja Semlja und ein Land am 80. Grad, das für Grönland gehalten wird